# Lịch sử Hồng Kông
Lịch sử Hồng Kông bắt đầu từ một đảo duyên hải ở phía nam Trung Hoa. Các phát hiện khảo cổ cho thấy hàng ngàn năm trước đã có người sinh sống ở đây. Các ghi chép đã không được thường xuyên cho đến thời Nhà Tần và thời Thuộc địa Anh. Từ ban đầu là một làng chài, Hồng Kông đã trở nên một quân cảng chiến lược và cuối cùng là một trung tâm tài chính thương mại quốc tế, có GNP đầu người cao thứ 9 thế giới, hỗ trợ cho 33% lượng vốn đầu tư nước ngoài chảy vào Trung Quốc.

## Thời kỳ tiền sử

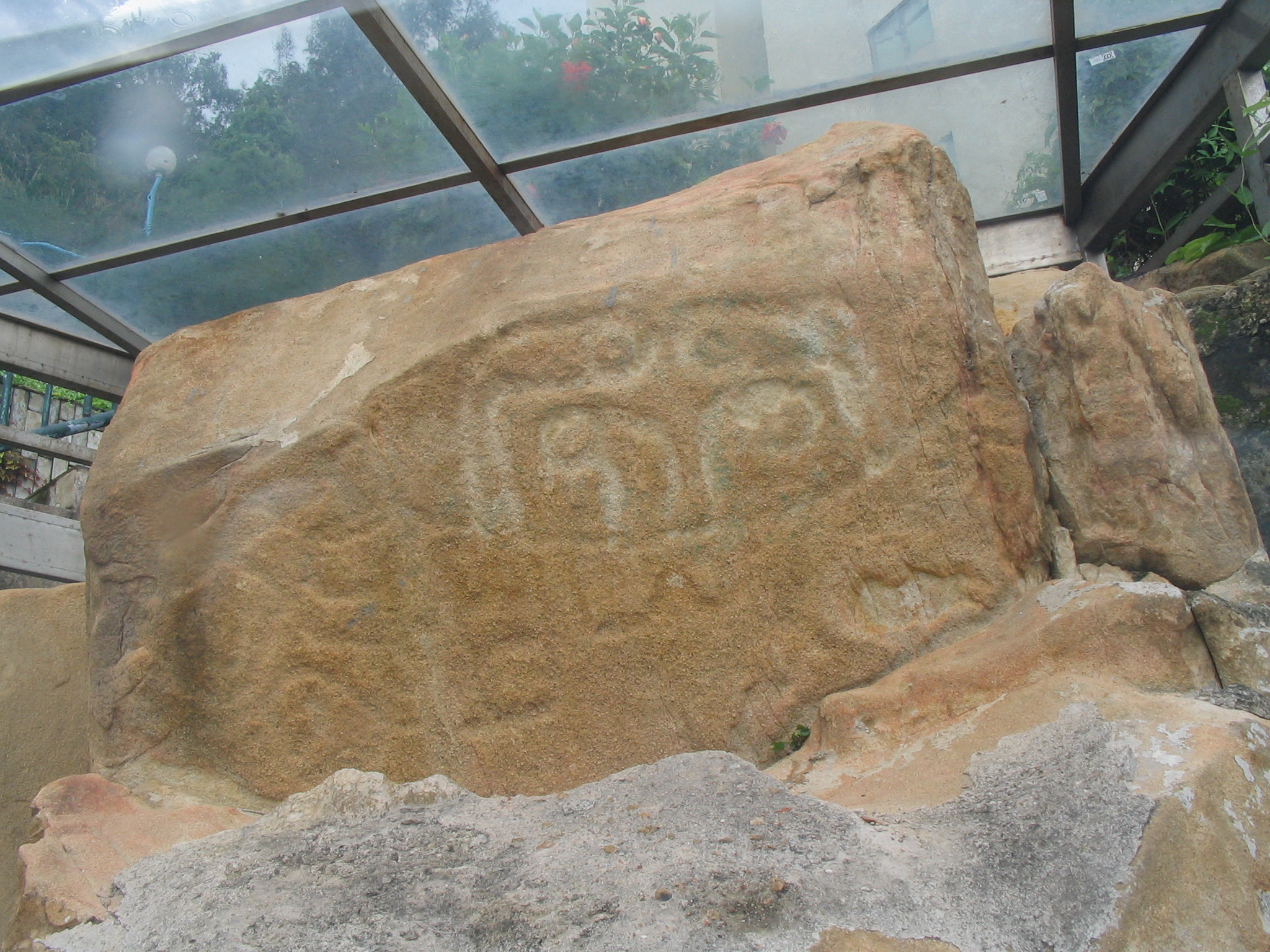
Các chạm khắc đá ở Cheung Chau, các bản chạm khắc trên đá 3000 năm tuổi được phát hiện năm 1970 phía đông của đảo dưới Khách sạn Warwick. Nó bao gồm 2 nhóm hàng chạm khắc xung quanh chỗ lún nhỏ

Các phát hiện khảo cổ cho rằng, loài người đã hoạt động ở Hồng Kông 5000 năm trước. Các công cụ chiến tranh và đánh các bằng đồng của người Bách Việt Thời kỳ đồ đồng đã được khai quật ở đảo Lantau và đảo Lamma. Các chạm khắc tôn giáo trên đá nằm ở các đảo xung quanh và các khu vực duyên hải đã được tìn thấy có thể liên quan đến người Chế (tiếng Hoa: 輋民 hay 輋族) - một chi của người Dao thuộc thời kỳ Thời kỳ đồ đá mới. Các phát hiện mới nhất có niên đại từ thời Thời kỳ đồ đá cũ cho rằng Wong Tei Tung (黃地峒) là một trong những khu định cư cổ xưa nhất ở Hồng Kông.

## Kỷ nguyên các đế chế Trung Hoa (221 TCN - những năm 1800)

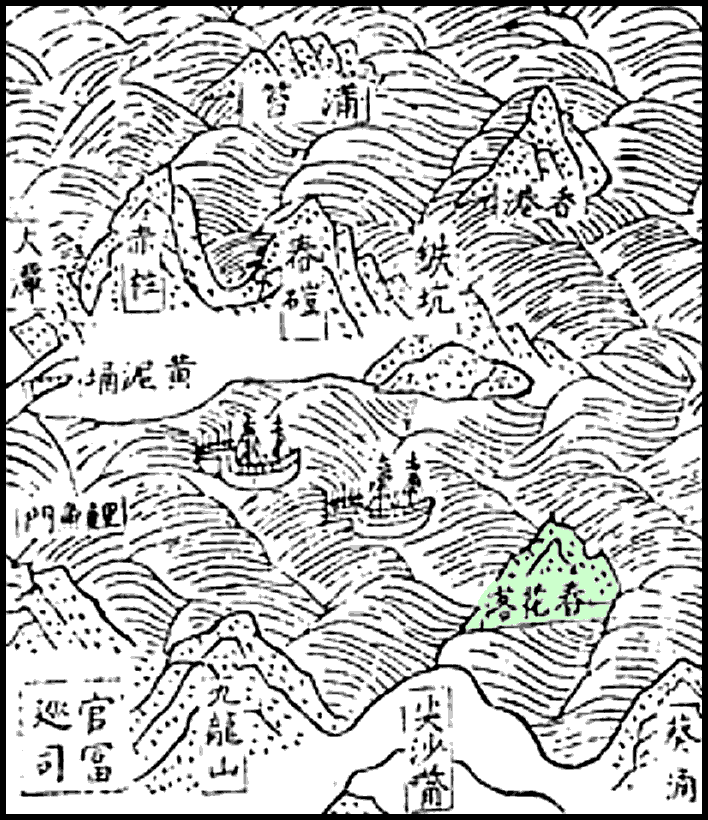
Bản đồ Tsing Yi, Hồng Kông thời nhà Minh

Lãnh thổ này bị sáp nhập vào Trung Hoa vào thời Nhà Tần (221 TCN - 206 TCN), và khu vực này đã được củng cố chắc chắn dưới thời Nam Việt (203 TCN - 111 TCN.) Các bằng chứng khảo cổ đã cho thấy rằng dân số đã tăng từ Nhà Hán (206 TCN - 220). Trong những năm 1950, một tại Lei Cheng Uk (tiếng Hoa: 李鄭屋古墓) từ thời Nhà Đông Hán (25 – 220) đã được khai quật và các nhà khảo cổ đã bắt đầu điều tra khả năng nghề sản xuất muối đã thịnh vượng ở Hương Cảng khoảng 2000 năm trước, dù bằng chứng cuối cùng vẫn chưa được tìm.
Tai Po Hoi, biển Tai Po, đã là một bến cảng mò ngọc trai ở Trung Hoa dưới thời nhà Hán. Các hoạt động này đã phát triển đỉnh điểm dưới thời Nam Hán (917-871) và đã tiếp tục cho đến nhà Minh (1368 đến 1644)
Trong thời nhà Đường, vùng Quảng Đông đã phát triển phồn thịnh thành một trung tâm mậu dịch quốc tế. Vùng Tuen Mun mà ngày nay thuộc Tân Giới của Hồng Kông đã là một cảng, căn cứ hải quân, trung tâm sản xuất muối và su đó là căn cứ khái thác ngọc trai. Đảo Lantau cũng đã là một trung tâm sản xuất muối ăn nơi những người buôn lậu muối đã nổi loạn chống chính quyền.
Năm 1276 trong thời kỳ quân Mông Cổ xâm lược, triều đình nhà Nam Tống dời đến Phúc Kiến, sau đó đến Đảo Lantau và sau đó là khu vực Thành phố Cửu Long ngày nay nhưng vị hoàng đế còn nhỏ tuổi Zhao Bing, sau khi bị đánh bại ở Trận chiến Yamen đã tự sát bằng cách nhảy xuống nước với quần thần của mình. Thung lũng Tung Chung, đặt tên theo một anh hùng đã xả thân vì vị hoàng đế này được người ta tin rằng là nơi triều đình tạm đóng đô. Hau Wong, một vị quan của hoàng đế này ngày nay vẫn được thờ ở Hồng Kông.

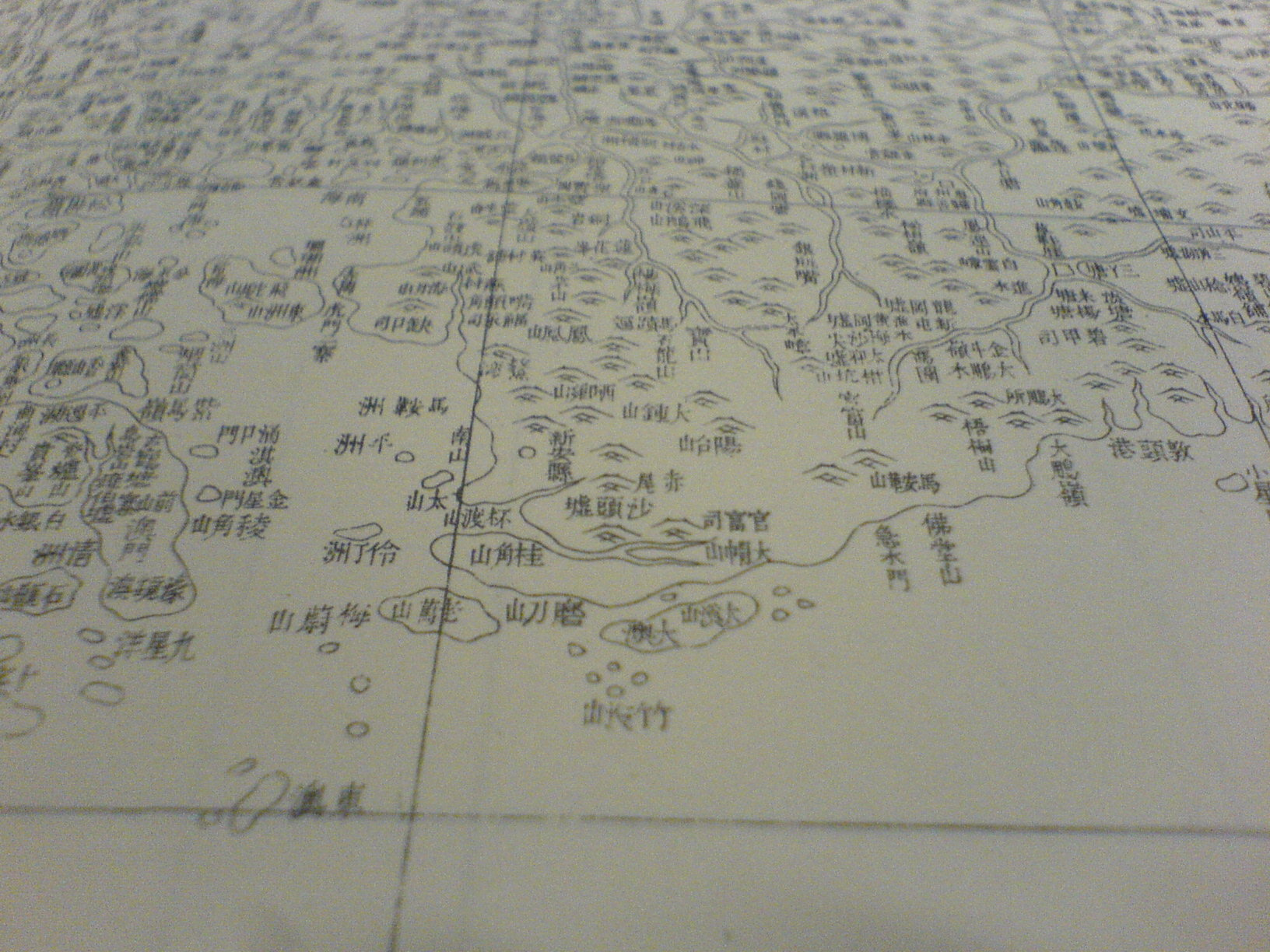
Hồng Kông và Ma Cao năm 1760

Tuy nhiên, trong thời kỳ Mông Cổ, Hồng Kông đã có đợt bùng nổ dân số đầu tiên khi dân tị nạn Trung Hoa nhập cư vào đây. Năm dòng họ Hau (Hou, 候), Tang (Deng, 鄧), Pang (Peng, 彭) and Liu (Liao, 廖) và Man (Wen, 文) được cho là những dòng họ định cư sớm nhất được ghi nhận ở Hồng Kông. Dù có sự nhập cư, và có một chút phát triển nông nghiệp, khu vực này vẫn khá cằn cỗi và phải dựa vào nguồn thu nhập từ buôn bán muối, ngọc trai và hải sản. Triều đại phong kiến cuối cùng của Trung Hoa, nhà Thanh cũng là triều đại cuối cùng có liên hệ với Hồng Kông. Là một thương cảng và một quân cảng, lãnh thổ Hồng Kông đã thu hút được sự chú ý của thế giới.

## Thời kỳ Hồng Kông thuộc địa (những năm 1800-1930)
| Ngày                 | Hiệp ước                     | Kết quả                                                              |
| -------------------- | ---------------------------- | -------------------------------------------------------------------- |
| 25 tháng 1, 1841     | Hiệp định Chuenpeh           | Nhượng quyền sơ bộ Đảo Hồng Kông cho Vương quốc Liên hiệp Anh        |
| 29 tháng 8, 1842     | Hiệp định Nam Kinh           | Nhường Đảo Hồng Kông, được thành lập làm thuộc địa của Hoàng gia Anh |
| 18 tháng 10 năm 1860 | Hiệp định Bắc Kinh           | Nhường Cửu Long (nam của Phố Ranh Giới)                              |
| 1 tháng 7 năm 1898   | Hiệp định Bắc Kinh lần thứ 2 | Cho thuê Tân Giới (bao gồm Cửu Long)                                 |

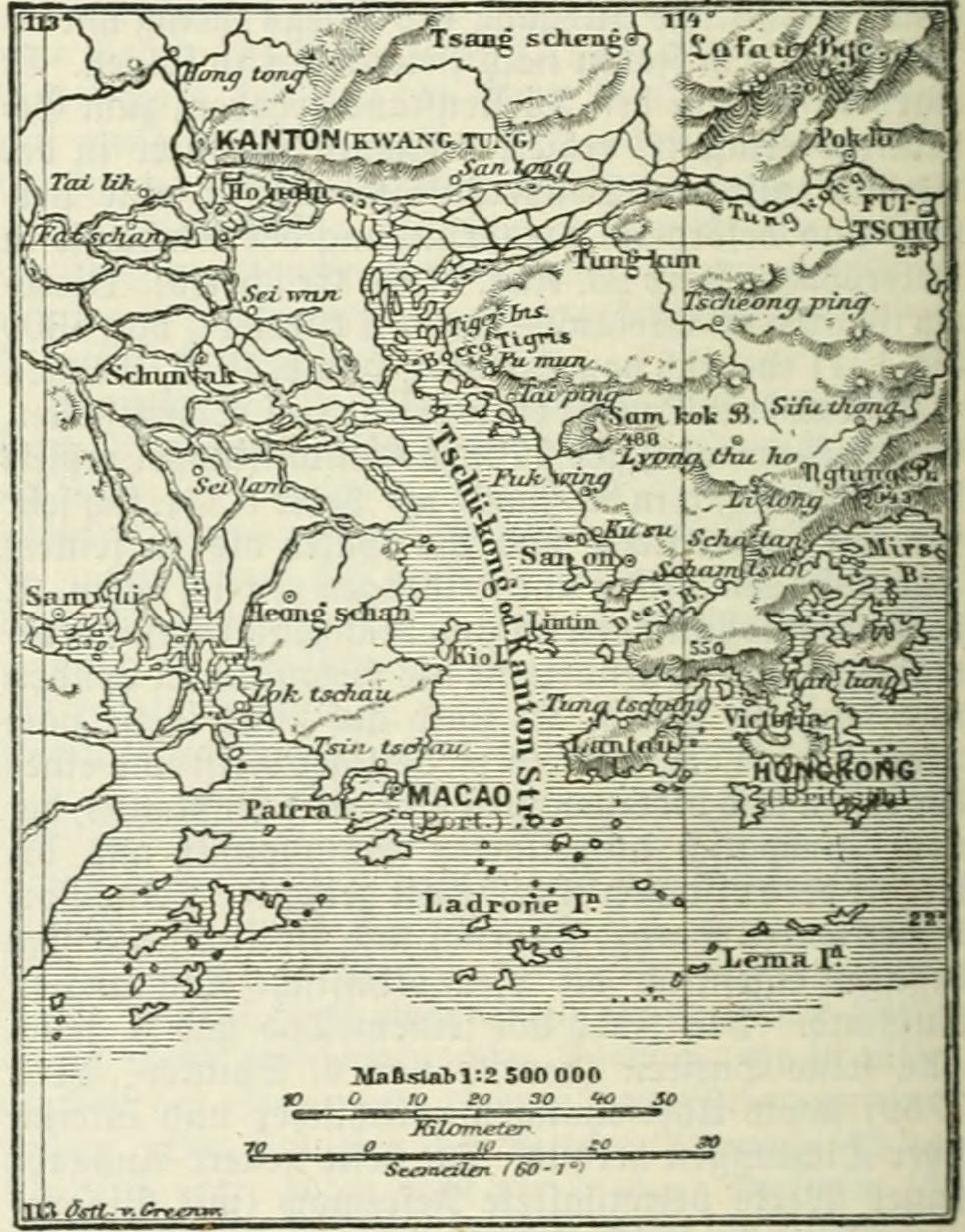
1888 Bản đồ Hồng Kông, Ma Cao, và Quảng Châu.

Đầu thế kỷ 19, Đế quốc Anh đã phụ thuộc nặng nề vào việc nhập khẩu trà từ Trung Quốc. Trong khí Anh xuất khẩu các mặt hàng xa xỉ qua Trung Quốc như: đồng hồ đeo tay, đồng hồ thì vẫn có một sự mất cân đối trong cán cân mậu dịch. Trung Quốc có nhu cầu rất lớn về bạc vốn khó có thể được Anh cung cấp với số lượng lớn. Do đó, để lấy lại cân bằng mậu dịch, biện pháp đối phó là nha phiến lậu tuồn vào Trung Quốc. Lâm Tắc Từ (Lin Zexu) là người đại diện Trung Quốc đầu tiên phản đối Nữ hoàng Anh Victoria việc buôn bán thuốc phiện bất hợp pháp ở đây. Điều này đã dẫn đến Chiến tranh Nha phiến làm Anh là kẻ thắng trận và buộc nhà Thanh phải ký vào các hiệp định nhường lãnh thổ. Sau khi lãnh thổ được nhượng cho Anh, những thành tựu tiếp theo đã đặt nền móng cho văn hóa và những thứ khác liên quan đến Hồng Kông ngày nay. Từ công ty điện đầu tiên đến việc chuyển từ xích lô sang xe bus, các chuyến phà, xe điện và hãng hàng không, không hề có tình trạng thiếu cải tiến. Tất cả các ngành công nghiệp đã trải qua biến đổi lớn và sự tăng trưởng. Các cơ sở quan trọng khác bao gồm sự thay đổi trong triết học bắt đầu với một nền giáo dục kiểu phương Tây của Frederick Stewart, đó sẽ là một bước quan trọng trong việc tách Hồng Kông từ Trung Quốc đại lục trong cuộc khủng hoảng chính trị liên quan đến triều đại nhà Thanh. Việc khởi đầu đồ sộ của ngành tài chính hùng mạnh của vùng viễn đông là sự khởi đầu của ngân hàng quy mô lớn đầu tiên. Thời kỳ này cũng chịu thách thức bởi sự bùng phát dữ dội của Đại dịch thứ 3 là Bệnh dịch hạch làm thay đổi quan điểm về tầm quan trọng của bệnh viện đầu tiên. Sự bùng nổ của chiến tranh thế giới thứ I năm 1914, sự sợ hãi của một cuộc tấn công có thể xảy ra trên thuộc địa đã dẫn đến một cuộc di cư của 60,000 Trung Quốc.. Dân số Hồng Kông vẫn tiếp tục bùng nổ trong các thập kỷ tiếp theo từ 530.000 năm 1916 lên đến 725.000 năm 1925. Tuy nhiên khủng hoảng ở Trung Hoa Đại Lục trong thập niên 1920 và thập niên 1930 vẫn khiến cho Hồng Kông dễ bị thương tổn bởi sự xâm lược từ Nhật Bản.

## Thuê đất Cửu Long và Tân Giới thuộc Anh

Đến năm 1990, Cửu Long Trại Thành có 50.000 cư dân sinh sống trong diện tích 2.6 ha.

Năm 1860, vào cuối Chiến tranh Nha phiến lần thứ hai, Vương quốc Liên hiệp Anh giành được quyền thuê vĩnh viễn bán đảo Cửu Long, khu vực đất liền Trung Quốc nằm ngay đối diện đảo Hồng Kông qua eo biển. Thỏa thuận này là một phần của Công ước Bắc Kinh chấm dứt cuộc xung đột đó.
Trong nửa sau thế kỷ 19, người Anh ngày càng lo ngại về các hòn đảo do Trung Quốc kiểm soát xung quanh cảng mới mua. Sau Chiến tranh Nha phiến lần thứ hai (1898, Công ước Mở rộng Lãnh thổ Hồng Kông), người Anh đã đàm phán để thuê "Tân Giới", trong đó Anh sẽ nhận được các đảo ngoại vi mới trong 99 năm.
Ngày 19 tháng 12 năm 1984, Thủ tướng Anh Margaret Thatcher và Thủ tướng Trung Quốc Triệu Tử Dương đã ký Tuyên bố chung Trung-Anh, trong đó Anh đồng ý trao trả không chỉ Tân Giới mà cả Cửu Long và Hồng Kông khi thời hạn thuê kết thúc. Trung Quốc hứa sẽ thực hiện chế độ "Một quốc gia, hai chế độ", theo đó trong 50 năm người dân Hồng Kông có thể tiếp tục thực hành chủ nghĩa tư bản và các quyền tự do chính trị vốn bị cấm ở đại lục.
Ngày 1 tháng 7 năm 1997, thời hạn thuê kết thúc, và Vương quốc Liên hiệp Anh đã chuyển giao quyền kiểm soát Hồng Kông và các vùng lãnh thổ xung quanh cho Cộng hòa Nhân dân Trung Hoa.

## Thời kỳ Nhật Bản chiếm đóng (những năm 1940)
Hồng Kông bị Nhật Bản chiếm đóng từ ngày 23 tháng 12 năm 1941 đến ngày 15 tháng 8 năm 1945. Giai đoạn này, được gọi là "3 năm 8 tháng", đã khiến nền kinh tế đình trệ. Quân Anh, Canada, Ấn Độ và Lực lượng Phòng vệ Tình nguyện Hồng Kông đã kháng cự cuộc xâm lược của Nhật Bản do Sakai Takashi chỉ huy, bắt đầu ngày 8 tháng 12 năm 1941, tám giờ sau trận Trân Châu Cảng. Nhật Bản giành được ưu thế trên không ngay trong ngày đầu tiên và lực lượng phòng thủ bị áp đảo về quân số. Quân Anh và Ấn Độ rút khỏi Gin Drinker's Line và sau đó là khỏi Cửu Long dưới các đợt oanh tạc và pháo kích dữ dội. Giao tranh ác liệt tiếp tục diễn ra trên Đảo Hồng Kông; hồ chứa nước duy nhất đã bị mất. Trung đoàn Winnipeg Grenadiers của Canada đã chiến đấu tại Wong Nai Chong Gap, con đường chiến lược nối phần phía bắc và phía nam biệt lập của đảo.
Ngày 25 tháng 12 năm 1941, được người dân địa phương gọi là Giáng sinh đen, các quan chức thuộc địa Anh do Toàn quyền Hồng Kông, Mark Aitchison Young, dẫn đầu đã trực tiếp đầu hàng tại tổng hành dinh Nhật Bản đặt ở tầng ba Khách sạn The Peninsula Hong Kong. Isogai Rensuke trở thành toàn quyền Nhật Bản đầu tiên tại Hồng Kông.

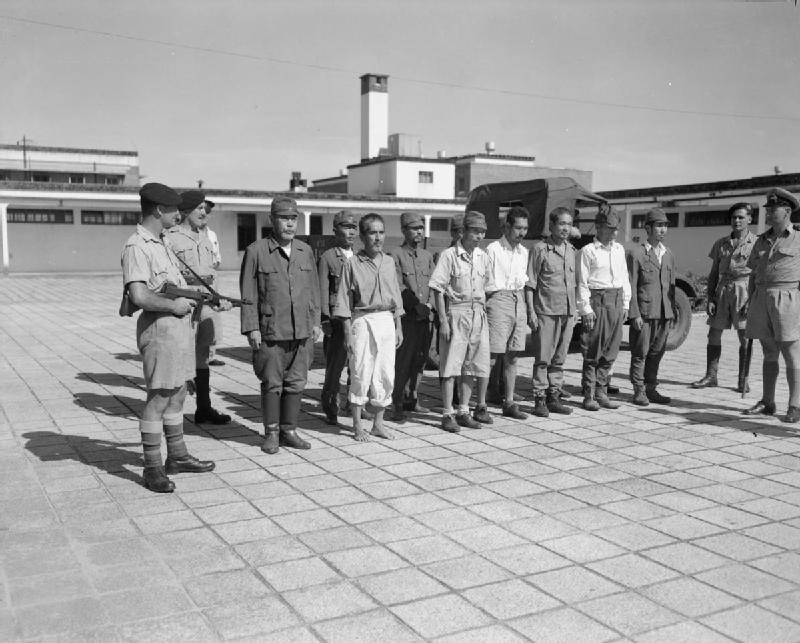
Tội phạm chiến tranh Nhật Bản chuẩn bị chuyển đến Nhà tù Stanley

Trong thời gian chiếm đóng, siêu lạm phát và việc phân phối khẩu phần lương thực trở thành chuẩn mực trong đời sống hằng ngày. Việc sở hữu Đô la Hồng Kông trở thành bất hợp pháp, thay vào đó là yên quân sự Nhật Bản, một loại tiền không có dự trữ do Lục quân Đế quốc Nhật Bản phát hành. Trong hơn ba năm rưỡi bị chiếm đóng, ước tính có khoảng 10.000 dân thường Hồng Kông bị hành quyết, trong khi nhiều người khác bị tra tấn, cưỡng hiếp hoặc sát hại dã man. Nhà sử học Philip Snow, một chuyên gia nổi bật về giai đoạn này, cho biết người Nhật đã cắt giảm khẩu phần của dân thường để dành lương thực cho binh lính, thường xuống mức gây chết đói, đồng thời trục xuất nhiều người đến các vùng đất đầy nạn đói và dịch bệnh ở Trung Quốc đại lục. Phần lớn những người bị hồi hương trước đó chỉ mới đến Hồng Kông vài năm nhằm chạy trốn sự kinh hoàng của Chiến tranh Trung-Nhật lần thứ hai.
Đến cuối chiến tranh năm 1945, Hồng Kông được giải phóng bởi liên quân Anh và Trung Quốc. Dân số Hồng Kông giảm xuống còn 600.000 người; ít hơn một nửa so với dân số trước chiến tranh là 1,6 triệu do thiếu lương thực và làn sóng di cư. Cách mạng cộng sản ở Trung Quốc năm 1949 đã dẫn đến một đợt bùng nổ dân số khác tại Hồng Kông. Hàng nghìn người tị nạn từ Trung Quốc đại lục di cư đến đây và biến Hồng Kông thành một cảng trung chuyển quan trọng cho đến khi Liên Hợp Quốc ban hành cấm vận thương mại đối với Trung Quốc đại lục do Chiến tranh Triều Tiên. Thêm nhiều người tị nạn nữa lại kéo đến trong thời kỳ Đại nhảy vọt.

## Sau thời kỳ Nhật Bản chiếm đóng
Sau Chiến tranh thế giới thứ hai, làn sóng phi thực dân hóa lan rộng khắp thế giới. Tuy nhiên, Anh vẫn chọn giữ Hồng Kông vì lý do chiến lược. Để củng cố quyền cai trị, các thay đổi hiến pháp theo Kế hoạch Young đã được đề xuất nhằm đáp ứng xu hướng phi thực dân hóa và nhu cầu của người dân. Hệ thống chính trị và thể chế chỉ thay đổi ở mức tối thiểu do tình hình bất ổn ở Trung Quốc đại lục vào thời điểm đó, dẫn đến làn sóng cư dân từ đại lục đổ vào Hồng Kông.

## Hồng Kông hiện đại

### Hồng Kông hiện đại dưới sự cai trị của Anh (1950–1997)

#### Thập niên 1950

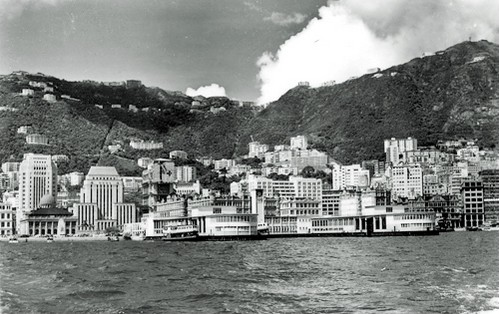
Victoria, Hồng Kông, thập niên 1950

Kỹ năng và vốn liếng do người tị nạn từ Trung Quốc đại lục, đặc biệt là từ Thượng Hải, mang đến cùng với nguồn lao động giá rẻ dồi dào đã giúp khôi phục nền kinh tế. Đồng thời, nhiều công ty nước ngoài cũng chuyển văn phòng từ Thượng Hải sang Hồng Kông. Nhờ sự tăng trưởng chưa từng có, Hồng Kông đã chuyển mình từ một vùng lãnh thổ chuyên về cảng trung chuyển sang một trung tâm công nghiệp và sản xuất. Các khu công nghiệp ban đầu, nơi người lao động dành phần lớn thời gian trong ngày, sản xuất hầu như mọi thứ có thể làm trong không gian nhỏ từ nút áo, hoa giả, ô, dệt may, đồ tráng men, giày dép cho đến nhựa.
Các khu ổ chuột lớn mọc lên khắp lãnh thổ để cung cấp chỗ ở cho số lượng lớn và ngày càng tăng của người nhập cư. Tuy nhiên, các khu này gây ra nguy cơ cháy nổ và vệ sinh, dẫn đến các thảm họa như Vụ cháy Thạch Kiệp Mỹ. Toàn quyền Alexander Grantham đã đưa ra kế hoạch xây dựng "nhà nhiều tầng" làm tiêu chuẩn. Đây là khởi đầu của các tòa nhà cao tầng. Điều kiện trong các khu nhà ở công cộng còn rất sơ sài với nhiều gia đình cùng dùng chung bếp tập thể. Những khía cạnh khác của đời sống cũng thay đổi khi Hí kịch Quảng Đông nhường chỗ cho điện ảnh màn ảnh rộng. Ngành du lịch Hồng Kông bắt đầu hình thành. Bắc Point được gọi là "Tiểu Thượng Hải" (小上海), vì trong tâm trí nhiều người, nơi đây đã trở thành sự thay thế cho Thượng Hải vốn đã thất thủ ở Trung Quốc.

#### Thập niên 1960

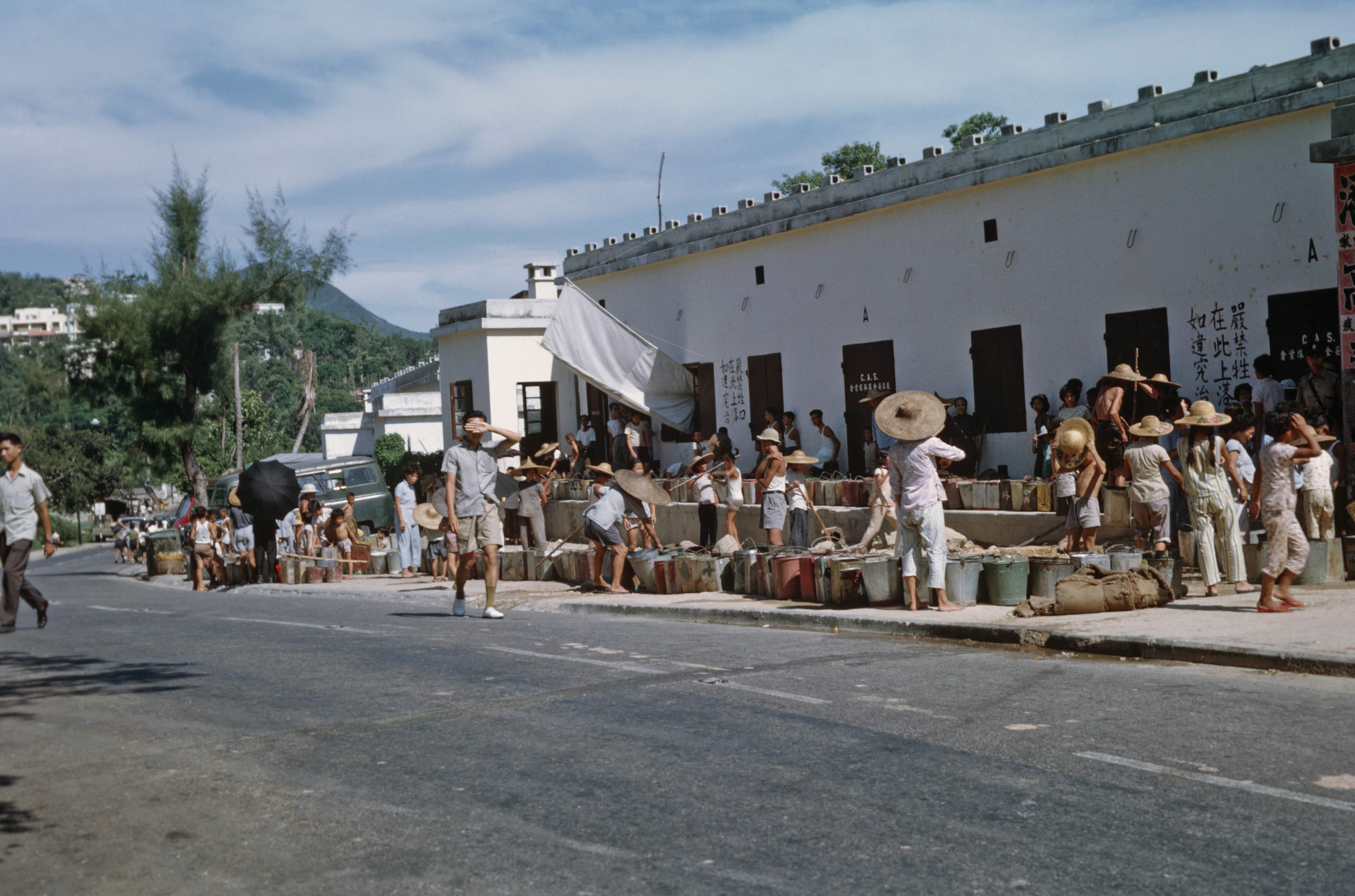
Xếp hàng lấy nước ở Hồng Kông, tháng 7 năm 1963

Ngành công nghiệp sản xuất bước sang thập niên mới, tạo việc làm cho phần lớn dân số. Giai đoạn này được coi là bước ngoặt của nền kinh tế Hồng Kông. Ngành xây dựng cũng được cải tổ với các hướng dẫn chi tiết lần đầu tiên kể từ sau Thế chiến II. Trong khi Hồng Kông khởi đầu với GDP thấp, ngành dệt may đã trở thành nền tảng để thúc đẩy nền kinh tế. Cách mạng Văn hóa ở Trung Quốc đã đặt Hồng Kông vào một bối cảnh chính trị mới. Các sự kiện như bạo loạn năm 1967 khiến đường phố tràn ngập bom tự chế và hỗn loạn. Các chuyên gia gỡ bom của cảnh sát và quân đội Anh đã tháo gỡ tới 8.000 quả bom tự chế, trong đó cứ tám quả thì có một quả thật.
Giá trị gia đình và truyền thống Trung Hoa bị thử thách khi người dân dành nhiều thời gian trong nhà máy hơn ở gia đình. Các đặc điểm khác của giai đoạn này bao gồm tình trạng thiếu nước, giờ làm việc kéo dài đi kèm với mức lương cực thấp. Cúm Hồng Kông năm 1968 đã lây nhiễm cho 15% dân số. Giữa muôn vàn khó khăn, dòng chữ "Made in Hong Kong" đã chuyển từ nhãn hiệu của hàng hóa rẻ tiền kém chất lượng sang biểu tượng cho sản phẩm chất lượng cao. 

#### Thập niên 1970

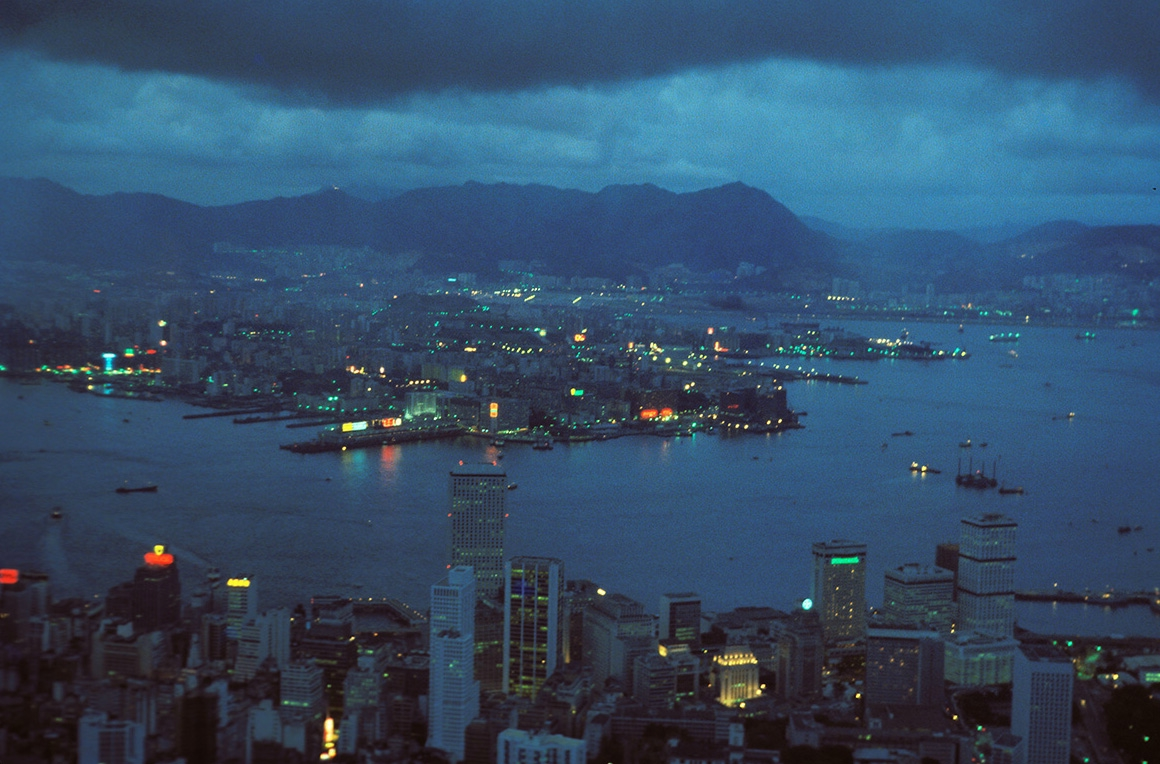
Thành phố Cửu Long và Victoria, Hồng Kông, thập niên 1970

Thập niên 1970 chứng kiến việc mở rộng giáo dục do chính phủ tài trợ từ sáu năm lên chín năm và việc thiết lập hệ thống công viên quốc gia.
Việc mở cửa thị trường Trung Quốc đại lục và tiền lương tăng cao đã thúc đẩy nhiều nhà sản xuất chuyển dịch ra phía bắc. Hồng Kông củng cố vị thế là một trung tâm thương mại và du lịch tại châu Á. Tuổi thọ cao, tỷ lệ biết chữ, thu nhập bình quân đầu người và các chỉ số kinh tế xã hội khác đã minh chứng cho thành tựu của Hồng Kông trong bốn thập kỷ cuối thế kỷ 20. Thu nhập cao hơn cũng dẫn đến sự xuất hiện của các khu nhà ở tư nhân cao tầng đầu tiên như Thái Cổ Thành. Từ thời điểm này, những ngôi nhà của người dân đã trở thành một phần của đường chân trời và cảnh quan Hồng Kông.
Năm 1974, Murray McLehose thành lập ICAC nhằm chống tham nhũng trong Lực lượng Cảnh sát Hồng Kông. Nạn tham nhũng lan rộng đến mức đã xảy ra một cuộc kiến nghị lớn từ cảnh sát để phản đối việc truy tố. Bất chấp sự phản đối ban đầu của cảnh sát, Hồng Kông đã thành công trong nỗ lực chống tham nhũng, và cuối cùng trở thành một trong những xã hội ít tham nhũng nhất thế giới.
Đầu thập niên 1970, luật pháp cũng yêu cầu trả lương và phúc lợi ngang bằng cho công việc ngang nhau giữa nam và nữ, bao gồm cả quyền của phụ nữ đã kết hôn được làm nhân viên chính thức.

#### Thập niên 1980

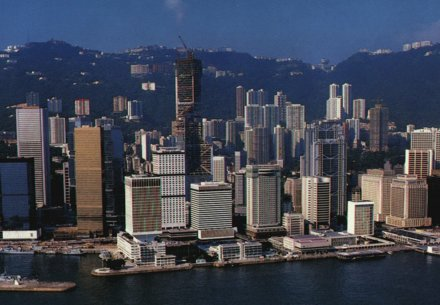
Victoria, Hồng Kông, thập niên 1980

Năm 1982, Thủ tướng Anh Margaret Thatcher hy vọng rằng việc chính phủ Trung Quốc đại lục ngày càng cởi mở và tiến hành cải cách kinh tế sẽ cho phép tiếp tục duy trì sự cai trị của Anh. Cuộc gặp gỡ này đã dẫn đến việc ký kết Tuyên bố chung Trung-Anh và đề xuất khái niệm Một quốc gia, hai chế độ của Đặng Tiểu Bình. Vào thời điểm này, Hồng Kông được công nhận là một trong những đại diện giàu có nhất của Viễn Đông. Tin tức chính trị thống trị truyền thông; trong khi lĩnh vực bất động sản tăng vọt, thế giới tài chính lại chao đảo bởi các cuộc hoảng loạn, dẫn đến hàng loạt thay đổi chính sách và sự kiện Thứ bảy đen. Những cảnh báo về cuộc trao trả sắp tới đã làm gia tăng mức di cư lên cao chưa từng có. Nhiều người rời Hồng Kông sang Hoa Kỳ, Canada, Vương quốc Liên hiệp Anh, Úc, Nhật Bản và bất kỳ nơi nào khác trên thế giới không chịu ảnh hưởng cộng sản.
Điện ảnh Hồng Kông bước vào thời kỳ hoàng kim, đưa Hồng Kông lên bản đồ quốc tế. Một số tên tuổi lớn bao gồm Thành Long và Châu Nhuận Phát. Âm nhạc cũng chứng kiến sự xuất hiện của thế hệ ngôi sao Cantopop mới như Mai Diễm Phương và Trương Quốc Vinh.

#### 1990 đến 1997

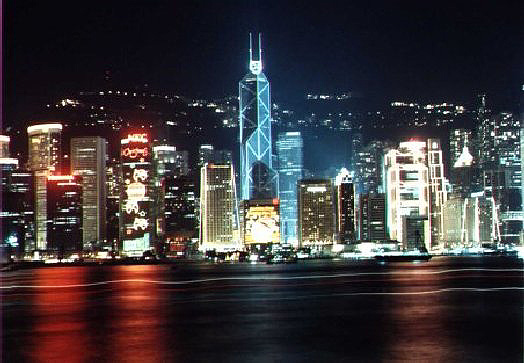
Victoria, Hồng Kông, thập niên 1990

Ngày 4 tháng 4 năm 1990, Luật Cơ bản Hồng Kông chính thức được chấp nhận làm tiểu hiến pháp của Đặc khu Hành chính Hồng Kông sau khi trao trả. Khối thân Bắc Kinh hoan nghênh Luật Cơ bản, gọi đây là hệ thống pháp lý dân chủ nhất từng tồn tại ở Trung Quốc. Trong khi đó, phe dân chủ chỉ trích rằng nó chưa đủ dân chủ. Tháng 7 năm 1992, Chris Patten được bổ nhiệm làm Toàn quyền Hồng Kông cuối cùng của Anh. Trước đó, Patten từng là chủ tịch Đảng Bảo thủ tại Vương quốc Liên hiệp Anh cho đến khi ông mất ghế nghị sĩ trong Tổng tuyển cử Vương quốc Liên hiệp Anh 1992. Quan hệ với chính phủ Trung Quốc tại Bắc Kinh ngày càng căng thẳng, khi Patten đưa ra cải cách dân chủ nhằm tăng số thành viên được bầu trong Hội đồng Lập pháp Hồng Kông. Chính phủ Trung Quốc coi đây là sự vi phạm Luật Cơ bản. Ngày 1 tháng 7 năm 1997, Hồng Kông được Vương quốc Liên hiệp Anh trao trả cho Trung Quốc. Hội đồng Lập pháp cũ, được bầu theo cải cách của Chris Patten, bị thay thế bằng Hội đồng Lập pháp Lâm thời do một ủy ban tuyển chọn, với các thành viên do chính phủ Trung Quốc bổ nhiệm, bầu ra. Đổng Kiến Hoa nhậm chức trưởng đặc khu Hồng Kông đầu tiên, được bầu vào tháng 12 bởi một ủy ban tuyển chọn do Bắc Kinh chỉ định. Ông ngay lập tức tái bổ nhiệm toàn bộ đội ngũ thư ký chính sách, đảm bảo sự liên tục đáng kể.
| Không thay đổi sau năm 1997 | Thay đổi sau năm 1997 |
| --- | --- |

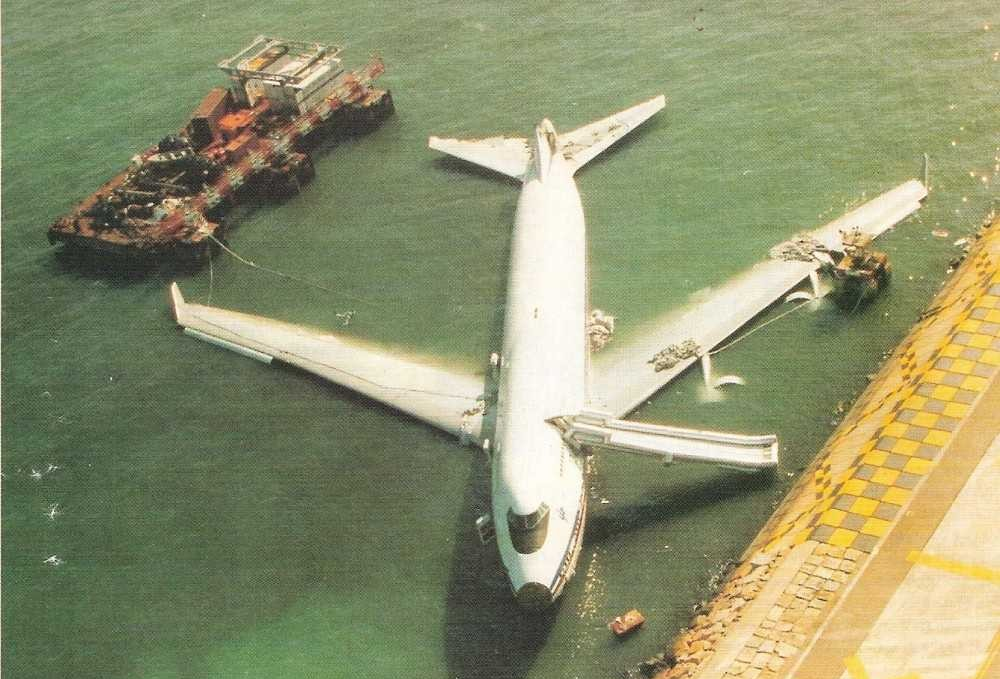
Máy bay Boeing 747 của China Airlines gặp sự cố hạ cánh và lao xuống cảng.

| 1. Thực tiễn lâu dài của Anh về việc không tổ chức bầu cử phổ thông cho công dân Hồng Kông vẫn không thay đổi. 2. Tiếng Anh vẫn được dạy trong tất cả các trường. Tuy nhiên, nhiều trường dạy bằng tiếng Quảng Đông và tiếng Anh. 3. Biên giới với đại lục vẫn được kiểm soát như trước. 4. Hồng Kông vẫn là thành viên riêng biệt của nhiều tổ chức quốc tế như IOC, APEC và WTO. 5. Hồng Kông tiếp tục đàm phán và duy trì các hiệp định hàng không song phương với nước ngoài. Các chuyến bay giữa Hồng Kông và Trung Quốc cộng sản được coi là chuyến bay quốc tế (mặc dù ở Trung Quốc gọi là bay nội địa). 6. Người cầm hộ chiếu Đặc khu Hồng Kông có quyền đi lại dễ dàng hơn tới châu Âu và Bắc Mỹ, trong khi công dân đại lục thì không. Công dân Trung Quốc chỉ có thể xin thị thực đến Hồng Kông thông qua chính phủ Trung Quốc. Nhiều cựu công dân thuộc địa vẫn có thể sử dụng hộ chiếu Quốc tịch Anh (Hải ngoại) và công dân Anh sau năm 1997. (Xem Luật quốc tịch Anh và Hồng Kông) 7. Hồng Kông tiếp tục có nhiều quyền tự do chính trị hơn Trung Quốc cộng sản, bao gồm tự do báo chí. 8. Xe cộ ở Hồng Kông, không giống như ở Trung Quốc, vẫn lưu thông bên trái. Quốc gia hoặc vùng lãnh thổ cuối cùng chuyển từ lưu thông bên trái sang bên phải là Ghana (cũng là một thuộc địa cũ của Anh) năm 1974. 9. Ổ cắm điện (BS 1363), truyền hình (PAL-I) và nhiều tiêu chuẩn kỹ thuật khác của Vương quốc Liên hiệp Anh vẫn được sử dụng tại Hồng Kông. Tuy nhiên, các công ty điện thoại đã ngừng lắp đặt ổ cắm British Standard BS 6312. Xem Tiêu chuẩn kỹ thuật tại Hồng Kông thuộc địa. 10. Hồng Kông vẫn giữ mã quay số quốc tế riêng (+852) và hệ thống đánh số điện thoại tách biệt với đại lục. Các cuộc gọi giữa Hồng Kông và đại lục vẫn phải quay số quốc tế. 11. Hồng Kông vẫn sử dụng định dạng ngày tháng kiểu Anh. 12. Tất cả tượng của các vua và nữ hoàng Anh như Nữ hoàng Victoria và Vua George vẫn được giữ lại. 13. Các tên đường phản ánh 156 năm cai trị của Anh vẫn tồn tại. | 1. Trưởng Đặc khu Hành chính Hồng Kông nay được chọn bởi một Ủy ban bầu cử gồm 1200 thành viên (ban đầu là 400, sau đó là 800), chủ yếu do các ngành nghề nhỏ và nhóm doanh nghiệp thân Trung Quốc bầu chọn tại Hồng Kông. 2. Tất cả các cơ quan công đều treo Quốc kỳ Cộng hòa Nhân dân Trung Hoa và cờ Đặc khu Hồng Kông. Quốc kỳ Anh chỉ còn xuất hiện tại Tổng lãnh sự quán Anh tại Hồng Kông và các cơ sở thuộc Anh. 3. Chân dung Elizabeth II biến mất khỏi tiền giấy, tem thư và công sở. Tính đến năm 2023, một số tiền xu và tiền giấy phát hành trước 1997 vẫn còn giá trị lưu hành. 4. Tước hiệu "Hoàng gia" bị loại khỏi hầu hết các tổ chức từng được ban, ngoại trừ Câu lạc bộ Du thuyền Hoàng gia Hồng Kông. 5. Các thuật ngữ pháp lý nhắc đến "Crown" được thay thế bằng "Nhà nước", và các luật sư từng được bổ nhiệm làm Queen's Counsel nay được gọi là Senior Counsel. 6. Một hệ thống huân chương địa phương được giới thiệu để thay thế Hệ thống huân chương của Vương quốc Liên hiệp Anh, với Huân chương Bauhinia Đại Hạng là danh hiệu cao nhất và Huân chương Bauhinia Tinh Hạng thay thế Huân chương Đế quốc Anh. 7. Ngày nghỉ lễ tại Hồng Kông thay đổi, với Sinh nhật Nữ hoàng và các dịp liên quan đến Anh được thay thế bằng Quốc khánh Cộng hòa Nhân dân Trung Hoa và Ngày thành lập Đặc khu Hồng Kông. 8. Nhiều hộp thư hình trụ đỏ kiểu Anh bị tháo dỡ khỏi đường phố Hồng Kông và thay bằng hộp thư xanh kiểu Singapore của Bưu chính Hồng Kông. Một vài chiếc vẫn còn nhưng đã được sơn lại. 9. Công dân Anh (không có quyền cư trú) không còn được phép làm việc tại Hồng Kông trong một năm mà không cần thị thực; chính sách này thay đổi từ 1 tháng 4 năm 1997. 10. Quốc ca của Hồng Kông được đổi từ "God Save the Queen" (quốc ca của Vương quốc Liên hiệp Anh và Bắc Ireland) sang "Nghĩa dũng quân tiến hành khúc" (quốc ca của Trung Quốc cộng sản). 11. Các trường trung học phải giảng dạy bằng tiếng Quảng Đông trừ khi được Cục Giáo dục phê duyệt. Những trường này là trường quốc tế, dạy bằng tiếng Anh. Giáo dục trung học chuyển từ mô hình Anh (năm năm trung học cộng với hai năm dự bị đại học) sang mô hình Trung Quốc (ba năm trung học cơ sở cộng với ba năm trung học phổ thông). Đại học kéo dài từ ba năm lên bốn năm. |

### Đặc khu hành chính Trung Quốc (1997–nay)

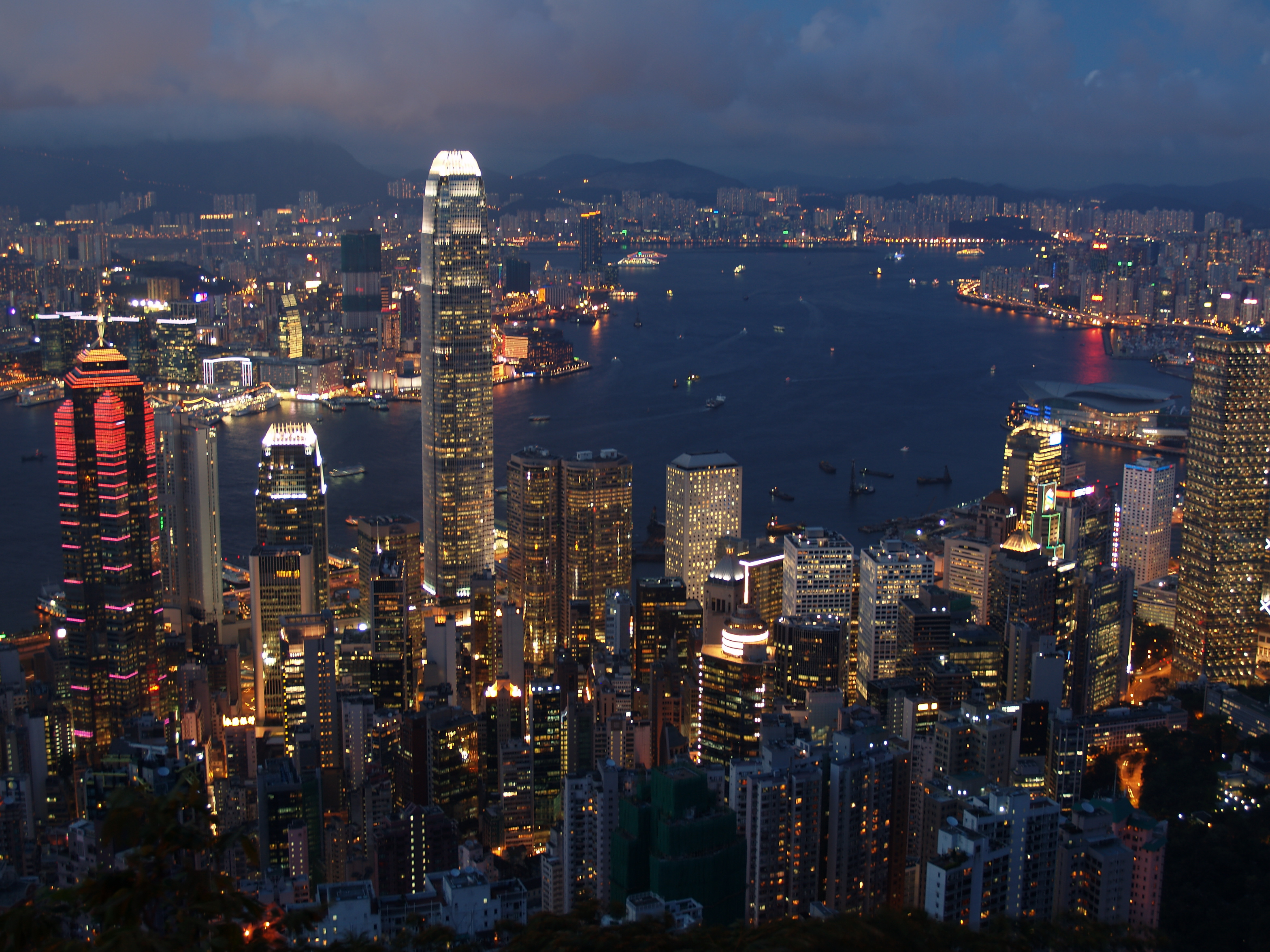
Khu vực phía nam Cửu Long và Victoria, Hồng Kông, thập niên 2000

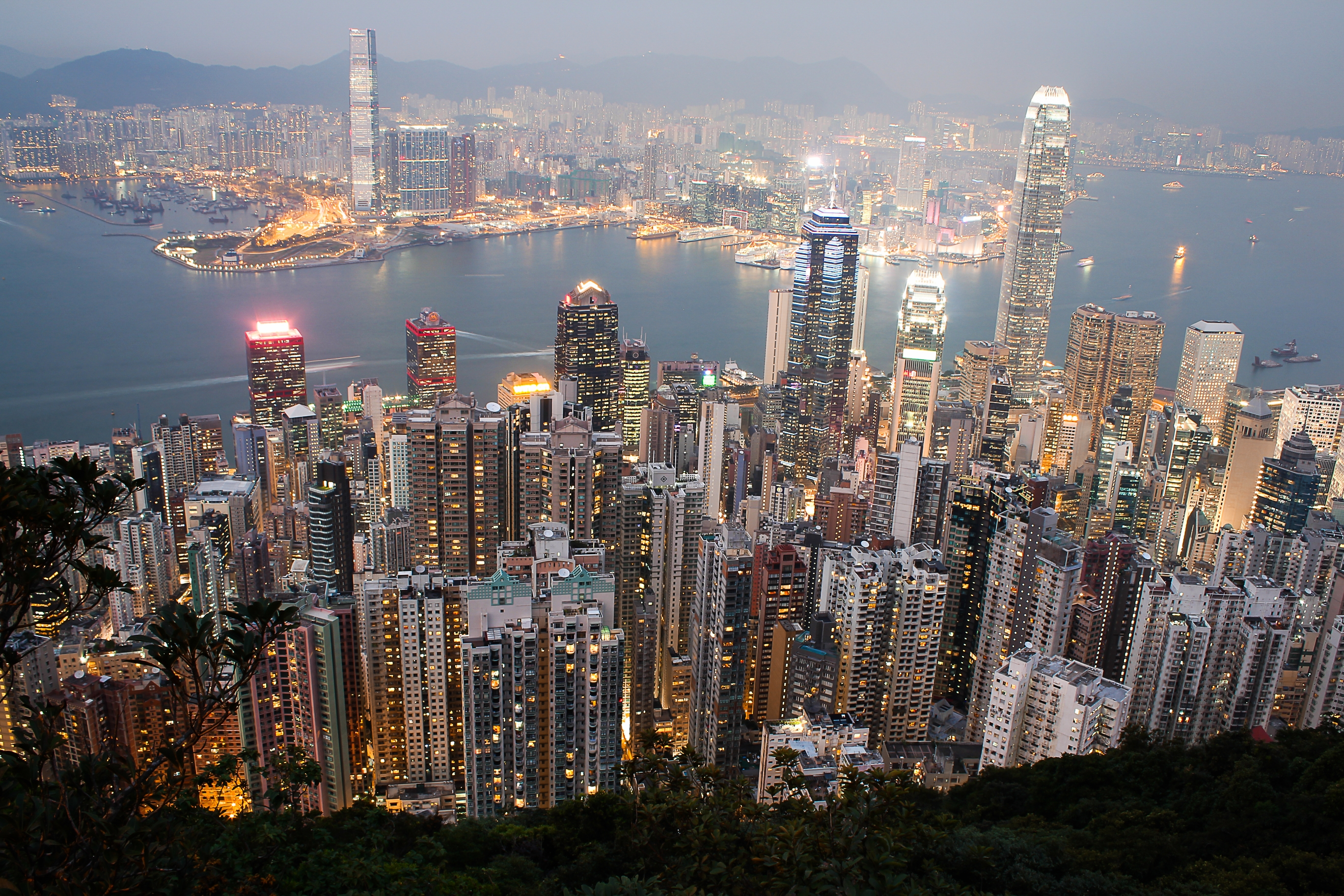
Khu vực phía nam Cửu Long và Victoria, Hồng Kông, 2014

Những người cộng sản Trung Quốc coi việc trao trả Hồng Kông là một thời khắc quan trọng trong quá trình Cộng hòa Nhân dân Trung Hoa vươn lên thành cường quốc.(tr51)
Bước sang thiên niên kỷ mới, một loạt sự kiện đã diễn ra. Một bộ phận lớn dân chúng vốn trước đây phản đối việc trao trả đã phải thích nghi với những thay đổi. Điều 23 trở thành tâm điểm tranh cãi, dẫn đến các cuộc tuần hành tại nhiều nơi ở Hồng Kông với khoảng 750.000 người tham gia trong tổng dân số khoảng 6,8 triệu vào thời điểm đó. Chính quyền cũng phải đối phó với dịch SARS năm 2003. Một khủng hoảng y tế khác là dịch cúm gia cầm H5N1 bùng phát từ cuối thập niên 1990, buộc phải tiêu hủy hàng triệu con gà và gia cầm, khiến Hồng Kông trở thành tâm điểm chú ý toàn cầu. Đồng thời, nền kinh tế phải điều chỉnh về tài chính. Chỉ trong thời gian ngắn, bầu không khí chính trị đã trở nên căng thẳng, và vị trí trưởng đặc khu bị thách thức cả về văn hóa, chính trị lẫn quản lý.
Đường chân trời của Hồng Kông tiếp tục thay đổi, với ba tòa nhà chọc trời mới nổi bật, lần lượt tại Cửu Long, Tsuen Wan và Victoria, Hồng Kông. Two International Finance Centre cao 415 mét (1.362 ft) với 88 tầng, hoàn thành năm 2003, từng là tòa nhà cao nhất Hồng Kông, nhưng đã bị vượt qua bởi International Commerce Centre cao 484 mét (1.588 ft) với 118 tầng ở Tây Cửu Long, được cất nóc năm 2010 và vẫn là tòa cao nhất Hồng Kông. Cũng đáng chú ý là Nina Tower cao 320 mét (1.050 foot) tại Tsuen Wan. Ngoài ra còn có tám tòa nhà chọc trời khác cao trên 250 mét (820 foot) được hoàn thành trong giai đoạn này.
Phong trào “Chiếm Trung Hoàn bằng Tình yêu và Hòa bình” (OCLP; 讓愛與和平佔領中環 hoặc 和平佔中) là một chiến dịch bất tuân dân sự do Mục sư Chu Diệu Minh, Tiến sĩ Thái Diệu Đình và Trần Kiện Nhân khởi xướng ngày 27 tháng 3 năm 2013. Mục tiêu là gây áp lực buộc chính phủ Trung Quốc cải cách hệ thống bầu cử trưởng đặc khu và Hội đồng Lập pháp để đáp ứng "tiêu chuẩn quốc tế về phổ thông đầu phiếu" như đã hứa trong Tuyên bố chung Trung-Anh 1984 và Điều 45 của Luật Cơ bản Hồng Kông 1997. Tuyên ngôn của phong trào kêu gọi chiếm lĩnh khu trung tâm thương mại nếu cải cách không được thực hiện. Phong trào này sau đó được Liên đoàn Sinh viên Hồng Kông và tổ chức Scholarism dẫn dắt trong các cuộc biểu tình 2014, và lãnh đạo OCLP đã gia nhập cuộc chiếm đóng.

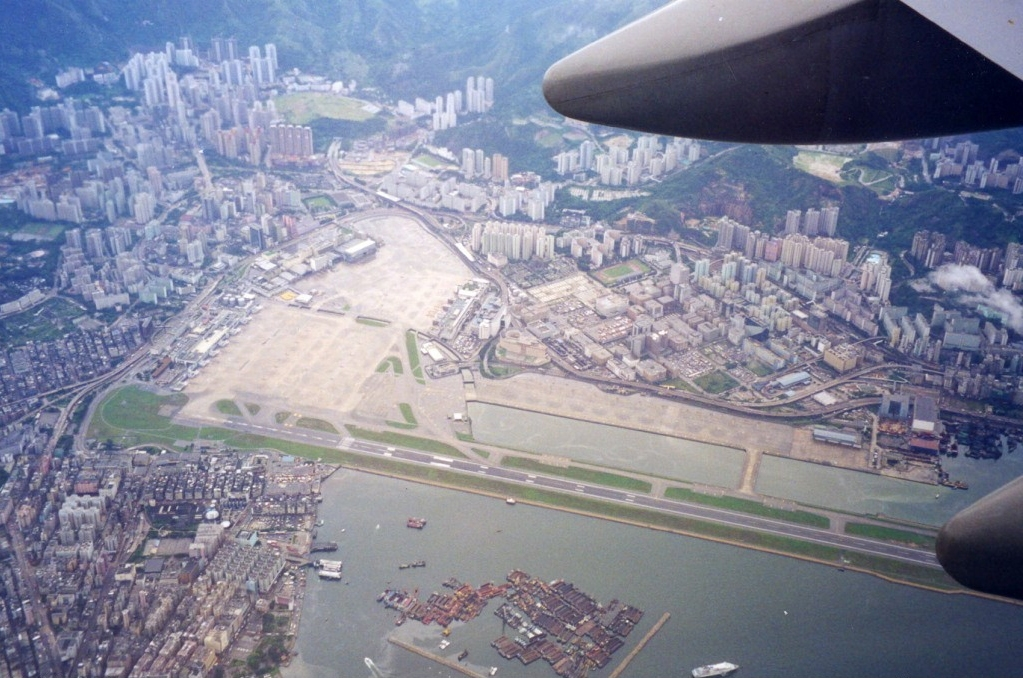
Sân bay quốc tế Hồng Kông được chuyển từ Kai Tak sang Chek Lap Kok. Ảnh chụp Kai Tak ngày hôm sau khi đóng cửa.

Năm 2016, số người Hồng Kông sống dưới mức nghèo khổ đạt mức kỷ lục với cứ 5 người thì có 1 người nghèo. Bên cạnh vấn đề nhà ở là sự gia tăng bất mãn trước ảnh hưởng của Đảng Cộng sản Trung Quốc và văn hóa Trung Quốc. Phong trào phản đối tuyến đường sắt cao tốc Hồng Kông đã diễn ra, nhưng tuyến Đường sắt cao tốc Quảng Châu–Thâm Quyến–Hồng Kông vẫn hoàn thành vào năm 2018. Sự kiện 818 Hồng Kông, diễn ra trong chuyến thăm của Lý Khắc Cường, gây tranh cãi về vi phạm quyền dân sự. Tranh cãi về Giáo dục Đạo đức và Quốc gia cho thấy xung đột giữa lập trường cộng sản và dân tộc chủ nghĩa của chính phủ Trung Quốc với khát vọng dân chủ của người dân Hồng Kông.
Bầu cử Hội đồng Lập pháp Hồng Kông 2016 chứng kiến sự nổi lên của các nhà địa phương chủ nghĩa như một lực lượng chính trị mới bên cạnh khối Thân Bắc Kinh và Dân chủ. Họ giành được sáu ghế trong các đơn vị bầu cử địa lý, nhưng sáu ứng cử viên đã bị cấm tranh cử bởi Ủy ban Bầu cử, do liên quan tới phong trào Độc lập Hồng Kông. Sáu nghị sĩ địa phương chủ nghĩa khác đã đắc cử nhưng sau đó bị tước tư cách trong Tranh cãi tuyên thệ Hội đồng Lập pháp Hồng Kông. Sau cuộc bầu cử trưởng đặc khu lần thứ 5, Lâm Trịnh Nguyệt Nga trở thành nữ trưởng đặc khu đầu tiên. Tuy nhiên, đề xuất dự luật dẫn độ 2019 của bà đã dẫn đến các cuộc biểu tình quy mô lớn phản đối. Dự luật cho phép Trung Quốc dẫn độ tội phạm từ Hồng Kông, kể cả tù nhân chính trị. Người dân lo ngại dự luật sẽ mở đường cho luật pháp đại lục chi phối và khiến công dân Hồng Kông có thể bị xử lý theo một hệ thống pháp lý khác.

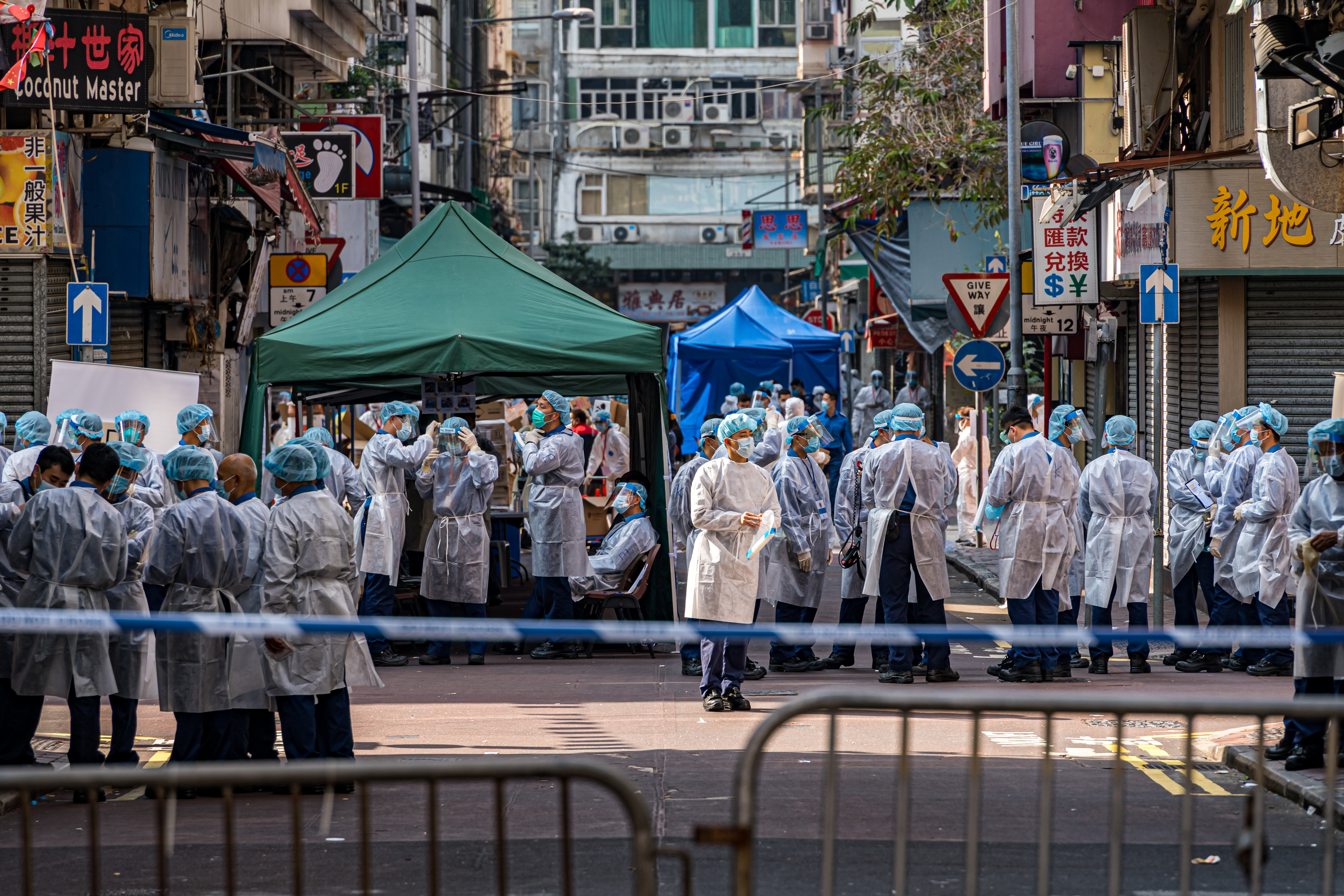
Nhân viên y tế xét nghiệm COVID-19 diện rộng tại Jordan, Hồng Kông

Đại dịch COVID-19 tại Hồng Kông là một phần của đại dịch toàn cầu do virus SARS-CoV-2 gây ra. Ca bệnh đầu tiên tại Hồng Kông được xác nhận ngày 23 tháng 1 năm 2020. Các ca nhiễm được đưa tới Trung tâm bệnh truyền nhiễm của Bệnh viện Princess Margaret để cách ly và điều trị tập trung. Ngày 5 tháng 2, sau cuộc đình công năm ngày của nhân viên y tế tuyến đầu, chính quyền Hồng Kông đóng cửa tất cả các cửa khẩu ngoại trừ ba điểm kiểm soát: Sân bay quốc tế Hồng Kông, Cửa khẩu Thâm Quyến Loan và Cầu Hồng Kông-Chu Hải-Ma Cao vẫn duy trì hoạt động.
Hồng Kông tương đối ít bị ảnh hưởng trong làn sóng đầu tiên của dịch COVID-19 và có đường cong dịch bệnh phẳng hơn hầu hết các nơi khác, điều mà nhiều quan sát viên coi là đáng chú ý do vị thế trung tâm vận tải quốc tế. Thêm vào đó, việc nằm gần Trung Quốc và tiếp nhận hàng triệu du khách đại lục mỗi năm lẽ ra khiến Hồng Kông dễ bị tổn thương. Một số chuyên gia tin rằng thói quen đeo khẩu trang nơi công cộng từ sau dịch SARS năm 2003 có thể đã giúp giữ số ca nhiễm được xác nhận ở mức 845, với bốn ca tử vong, tính đến đầu tháng 4. Trong một nghiên cứu công bố tháng 4 năm 2020 trên The Lancet, các tác giả cho rằng các biện pháp hạn chế biên giới, cách ly, giãn cách xã hội và thay đổi hành vi như đeo khẩu trang có thể đều góp phần kiềm chế dịch bệnh cho đến cuối tháng 3. Những người khác lại cho rằng thành công này là nhờ sự cảnh giác và tư duy phản biện của người dân, vốn quen với việc nghi ngờ năng lực và động cơ chính trị của chính quyền, Tổ chức Y tế Thế giới và Đảng Cộng sản Trung Quốc.
Sau một làn sóng thứ hai nhỏ hơn vào cuối tháng 3 và tháng 4 năm 2020, do người dân ở nước ngoài trở về gấp rút trước khi lệnh cách ly bắt buộc có hiệu lực, Hồng Kông chứng kiến sự gia tăng mạnh các ca COVID-19 vào tháng 7, với hơn 100 ca được ghi nhận nhiều ngày liên tiếp cho đến đầu tháng 8. Các chuyên gia cho rằng làn sóng thứ ba này xuất phát từ các ca nhập cảnh – thủy thủ, thành viên phi hành đoàn và lao động giúp việc gia đình chiếm đa số trong số ca nhiễm. Cuối tháng 11 năm 2020, thành phố bước vào làn sóng thứ tư, được Trưởng đặc khu Lâm Trịnh Nguyệt Nga gọi là "nghiêm trọng". Nguyên nhân ban đầu là một nhóm câu lạc bộ khiêu vũ, nơi phụ nữ Hồng Kông giàu có, phần lớn trung niên, khiêu vũ và học nhảy cùng các nam huấn luyện viên trẻ tuổi. Các biện pháp đối phó bao gồm đình chỉ dạy học trực tiếp đến hết năm, yêu cầu nhà hàng chỉ phục vụ tối đa hai khách một bàn và đóng cửa lúc 22 giờ từ ngày 2 tháng 12; sau đó thắt chặt hơn với quy định nhà hàng phải đóng cửa lúc 18 giờ từ ngày 10 tháng 12, cùng yêu cầu phong tỏa cục bộ tại các khu có nhiều ca mắc COVID-19 cho đến khi toàn bộ cư dân được xét nghiệm. Từ cuối tháng 1 năm 2021, chính quyền liên tục phong tỏa các tòa nhà dân cư để xét nghiệm hàng loạt. Chương trình tiêm chủng miễn phí với vắc-xin Sinovac và Pfizer–BioNTech bắt đầu ngày 26 tháng 2. Chính quyền tìm cách đối phó với tình trạng do dự tiêm vắc-xin bằng các ưu đãi vật chất, giúp tăng tốc độ tiêm chủng vào tháng 6.
Hồng Kông là một trong số ít các vùng lãnh thổ theo đuổi chiến lược "zero-COVID" bằng cách gần như đóng cửa biên giới hoàn toàn và cho đến tháng 2 năm 2022, thậm chí các ca nhẹ hoặc không triệu chứng cũng bị buộc nhập viện, đôi khi cách ly trong nhiều tuần. Làn sóng thứ năm do Biến chủng Omicron bùng phát cuối tháng 12 năm 2021 đã khiến hệ thống y tế quá tải, chính sách nhập viện bắt buộc bị hủy bỏ, và nhiều chuyên gia đặt câu hỏi về tính hiệu quả của chiến lược zero-COVID. Một số thậm chí cho rằng nó phản tác dụng, vì nuôi hy vọng Hồng Kông có thể loại bỏ hoàn toàn virus, từ đó khiến tỷ lệ tiêm chủng COVID-19 thấp. Phần lớn ca tử vong trong làn sóng thứ năm là ở nhóm người cao tuổi chưa tiêm chủng.
Ủy ban Thường vụ Đại hội Đại biểu Nhân dân Toàn quốc đã ban hành Luật an ninh quốc gia Hồng Kông 2020, có hiệu lực từ ngày 1 tháng 7 năm 2020. Tháng 11 năm 2020, Đại hội Đại biểu Nhân dân Toàn quốc cho phép bãi nhiệm bất kỳ thành viên LegCo nào bị cho là kêu gọi sự giúp đỡ từ nước ngoài hoặc "từ chối công nhận chủ quyền của Trung Quốc đối với Hồng Kông". Sau khi nhiều nghị sĩ thuộc phe dân chủ từ chức, Chính phủ Vương quốc Liên hiệp Anh tuyên bố rằng Trung Quốc không tuân thủ hiệp ước Trung-Anh.
Ngày 27 tháng 1 năm 2021, Tổng Bí thư Đảng Cộng sản Trung Quốc Tập Cận Bình phát biểu rằng Hồng Kông chỉ có thể duy trì sự ổn định và an ninh lâu dài bằng cách bảo đảm “người yêu nước quản trị Hồng Kông” trong khi nghe báo cáo công tác của Lâm Trịnh Nguyệt Nga. Ngày 1 tháng 3, Giám đốc HKMAO Hạ Bảo Long tại hội thảo “người yêu nước quản trị Hồng Kông” cho rằng Hồng Kông phải thiết lập “một hệ thống bầu cử dân chủ mang đặc sắc Hồng Kông”.
Một "quyết định về cải thiện hệ thống bầu cử của Đặc khu Hành chính Hồng Kông" được thông qua bởi Đại hội Đại biểu Nhân dân Toàn quốc (NPC) ngày 11 tháng 3 năm 2021 nhằm viết lại quy tắc bầu cử để bảo đảm “người yêu nước quản trị Hồng Kông”. Bằng cách sửa đổi Phụ lục I và Phụ lục II Luật Cơ bản Hồng Kông, thành phần của Hội đồng Lập pháp Hồng Kông (LegCo) và Ủy ban bầu cử Hồng Kông (EC) đã thay đổi. Tất cả ứng cử viên của các vị trí Trưởng đặc khu, thành viên Hội đồng Lập pháp và Ủy ban bầu cử đều phải được Ủy ban thẩm tra tư cách ứng viên phê duyệt trước.
Ngày 23 tháng 6 năm 2021, tờ báo lá cải ủng hộ dân chủ Apple Daily tuyên bố số báo cuối cùng sẽ được phát hành vào thứ Năm và sau đó ngừng hoạt động, sau khi năm lãnh đạo cấp cao bị bắt theo luật an ninh quốc gia và tài sản của báo bị đóng băng. Người sáng lập Apple Daily, Lai Chí Anh, đã bị giam giữ và chờ xét xử cùng với 46 người khác vì tội danh lật đổ.
Cuối năm 2022, có thông báo rằng loài Ếch cây Romer sẽ được tái thả vào Hồng Kông, một hoạt động còn gọi là tái hoang dã. Các khu rừng ở Hồng Kông vốn thưa vắng tiếng côn trùng, chim chóc, khỉ và các loài động vật khác, do bị tàn phá trong quá khứ để lấy đất cho nông nghiệp và nhiên liệu cho ngành gốm. Sự phục hồi rừng tự nhiên đã tạo ra cảnh quan xanh tốt nhưng ít động vật. Khoảng cách đô thị hơn 200 km đã tạo thành rào cản di cư sinh học. Tương tự, Trung Quốc đại lục cũng đã thành công trong việc tái thả các loài như hươu Père David từng tuyệt chủng từ đầu thế kỷ 20. Việc hỗ trợ tái sinh tự nhiên của rừng được cho là mang lại lợi ích trong ứng phó biến đổi khí hậu. Chính quyền Hồng Kông cam kết thúc đẩy đa dạng sinh học địa phương và giúp giảm thiểu khủng hoảng khí hậu, như đã nêu trong Kế hoạch Hành động Chiến lược về Đa dạng Sinh học.
Ngày 26 tháng 11 năm 2024, Tòa phúc thẩm cuối cùng Hồng Kông đã ra phán quyết chống lại Cơ quan Nhà ở Hồng Kông và giữ nguyên các phán quyết trước đó, cho phép các cặp đôi cùng giới đã kết hôn ở nước ngoài được hưởng nhà ở trợ cấp và nằm trong phạm vi các luật thừa kế hiện hành.

## Xem thêm

Quốc kỳ Hồng Kông dưới thời Anh cai trị

Quốc kỳ Hồng Kông hiện nay dưới sự cai trị của Trung Quốc